# 2008年世界科学节
2008年世界科学节于5月28日至6月1日在美国纽约举办，是首届世界科学节。主要活动包括小组讨论、舞台对话和多媒体演示，还有面向年青人和家庭、从科学角度诠释的体育运动项目及大量街头展会活动。演员兼作家阿伦·阿尔达在科学节上主导文化项目，聚焦科学催生的艺术灵感。科学节还包含“世界科学峰会”，参与者囊括世界科学、政治、商业和行政管理领域的高层人士。
世界科学节源自哥伦比亚大学物理学家布莱恩·葛林和夫人特蕾西·戴的构想，希望能将两人的长处结合。本届活动由包括哥伦比亚大学、纽约大学和大都会艺术博物馆在内的纽约主要文化和学术机构合作举办。活动从筹备到开幕一直受到媒体关注，整体反响良好，在商业和口碑两方面都获得成功。

## 历史和背景

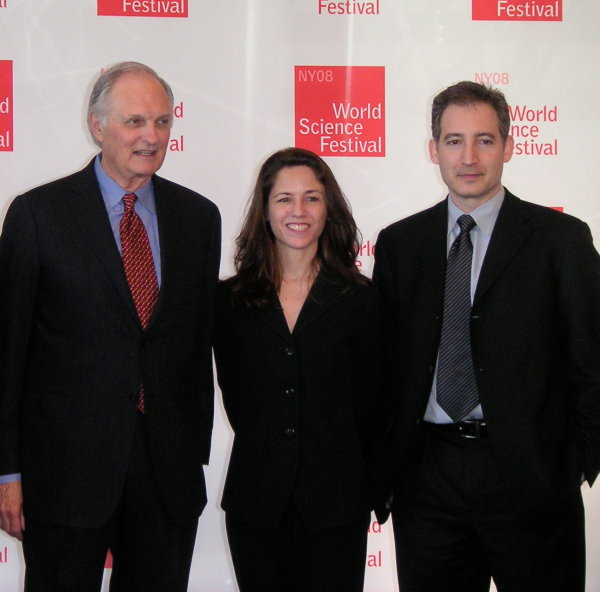
阿伦·阿尔达、特蕾西·戴和布莱恩·葛林出席2008年世界科学节新闻发布会

世界科学节由布莱恩·葛林和夫人特蕾西·戴创立。葛林是哥伦比亚大学物理学教授，曾出版包括《优雅的宇宙》在内多本科普书籍。戴是电视新闻工作者，曾获艾美奖肯定。葛林于2005年应邀在热那亚举办的科学节上演讲，受该活动启发，葛林和夫人决定在纽约创办类似活动，相信这会成为把科学带给更多公众的宝贵机遇。根据两人的构想，科学节可以把葛林身为科学家和科学传播者与戴作为新闻工作者和节目制作人的技能结合，让活动既扎根于科学，又能满足专业电视和剧场节目制作的需要。
戴和葛林向其他科学家和科学传播者介绍自己的设想，邀请众多联系人担任活动的科学顾问。两人还同纽约主要学府及其文化和科学院系负责人会晤，邀请他们成为合作伙伴，共同创办科学节。葛林对此表示，不管走到哪里，他们都会把思路传达到哪里，面对这些建议他人最常见的反应就是觉得纽约应该已经有类似活动。2006年初，致力于组织科学节和相关活动的非营利组织科学节基金会在纽约创立。葛林出任基金会主席兼董事会主席，其他董事会成员包括演员兼作家阿伦·阿尔达、哥伦比亚大学校长李·卡罗尔·布林格、基金会总裁朱迪思·考克斯、纽约大学校长约翰·塞克斯顿和科学节执行董事戴。
接下来团队开始加入制作人，负责组织科学节活动。曾因《夜线》获艾美奖的凯尔·吉布森成为科学节高级节目制作人；面向年青人和家庭的项目由前华特迪斯尼幻想工程节目制作人、环球影业创意部副总裁罗宾·里尔登负责，里尔登同时还是科学节的常务董事。
除基金会外，世界科学节的合作组织方还包括哥伦比亚大学、纽约大学、纽约市立大学、洛克菲勒大学和柯柏联盟学院，以及包含大都会艺术博物馆、古根海姆博物馆和现代艺术博物馆在内的文化机构。2008年的首届科学节还有个人、企业赞助商和多家基金会提供财政支持，包括斯隆基金会、西蒙斯基金会、坦伯顿基金会、洛克菲勒基金会、库尔曼基金会和瑞士信贷集团。

## 首届科学节
2008年5月28日至6月1日，首届世界科学节在纽约市22处场馆举行。除46项活动和一场街头展会外，科学节第一天还在哥伦比亚大学举办为期一天的世界科学峰会。本届科学节共吸引12万人观看。科学节包含多种活动形式，包括面向大众的科学活动、聚焦科学催生艺术灵感的文化项目，以及面向年青人和家庭的活动。

### 世界科学峰会
5月28日，纽约市市长迈克尔·布隆伯格主持科学节开幕式。公众活动开始前，仅限邀请参与的世界科学峰会率先登场。峰会现场有多个讨论小组，受邀观众可以同知名科学家互动。参与者包括尼娜·费多罗夫（美国国务卿康多莉扎·赖斯的科技顾问）、生物学家戴维·巴尔的摩和癌症研究员哈罗德·瓦慕斯。
峰会期间，首届科维理奖得主经纽约连线奥斯陆同步公布。马尔滕·施密特和唐纳德·林登贝尔获天体物理学奖，表彰他们在类星体领域的开拓。路易斯·布鲁斯和饭岛澄男分享纳米科学奖，感谢他们分别在量子点和碳纳米管科学领域的贡献。神经科学奖授予帕斯科·拉基克、托马斯·杰塞尔和斯滕·格里纳，认可他们在神经元网络如何发育和联系方面的研究成果。

### 科学节活动

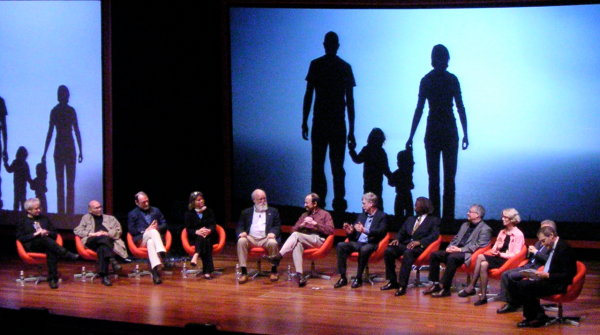
2008年世界科学节“何谓人类”小组讨论会

科学节活动涵盖的科学主题范围很广，活动内容包括讲座、示范、视频演示和小组讨论。面向“大问题”的有多个活动，例外查理·罗斯主持，物理学家威廉·丹尼尔·菲利普斯、神经科学家安东尼奥·达马西奥、认知科学家马文·闵斯基、癌症研究员哈罗德·瓦慕斯、哲学家帕特里夏·丘齐兰德和丹尼尔·丹尼特共同参与辩论的“何谓人类”小组讨论会。科学成果的广泛意义是科学节上反复探讨的主题，例如参与个人基因组学研究前景和后果讨论的就包括生化学家保罗·纳斯、社会学家尼古拉斯·罗斯和人类基因组计划领军人物法兰西斯·柯林斯。多个活动探讨科学和艺术间的联系，例如心理学家南希·库弗·安德烈森、编舞兼舞蹈演员比尔·琼斯和作家迈克尔·约克加入的小组讨论就专注针对创造力的科学研究。其他活动包括物理学家劳伦斯·克劳斯和电台主持伊拉·弗拉图介绍现代宇宙学，古生物学家理查德·李奇探讨第六次灭绝事件，化学家弗兰克·舍伍德·罗兰和伦斯勒理工学院院长雪莉·安·杰克逊讨论满足人类能源需求的新途径。现场还有多个由科学节各合作伙伴共同制作的活动，例如新闻工作者罗伯特·克鲁维奇与神经学家兼作家奥利佛·萨克斯在大都会艺术博物馆讨论感观，音乐家马克·奥利弗·艾弗雷特在现代艺术博物馆探讨父亲休·艾弗雷特对科学领域的影响。
本届科学节还提供文化项目，例如卡罗尔·阿米蒂奇编排的弦理论主题舞蹈表演，与飞蛾故事会合作制作，新闻工作者兼作家露西·霍金、物理学家吉姆·盖茨、作家山姆·谢泼德等人共同参与的故事会。阿伦·阿尔达再次扮演彼得·帕内尔舞台剧主角理查德·费曼，与奥利佛·萨克斯一起在哥伦比亚大学米勒剧院探讨音乐和科学，现场还有阿比西尼亚浸信会教堂唱诗班的表演。由阿尔达执笔、根据阿尔伯特·爱因斯坦信件创作的舞台朗诵《亲爱的阿尔伯特》在本届科学节首演，安东尼·拉帕里亚扮演爱因斯坦。
科学节为青年观众提供多项活动，例如体育科学家汤姆·克劳福德、神经科学家大卫·伊格曼、运动员布莱文·奈特、丽莎·威利斯和莱拉尼·米切尔共同参加的体育科学检视。科学节的第一项活动由音乐电视网记者朴秀金主持，纽约市三名高中生在舞台上同机器人专家辛西娅·布雷扎和物理学家利昂·莱德曼现场交流。此外，华特迪斯尼幻想工程还在科学家上展示特技效果科学和游乐园技术，包括云霄飞车、烟火、动作捕捉和人造雾。

### 街头展会

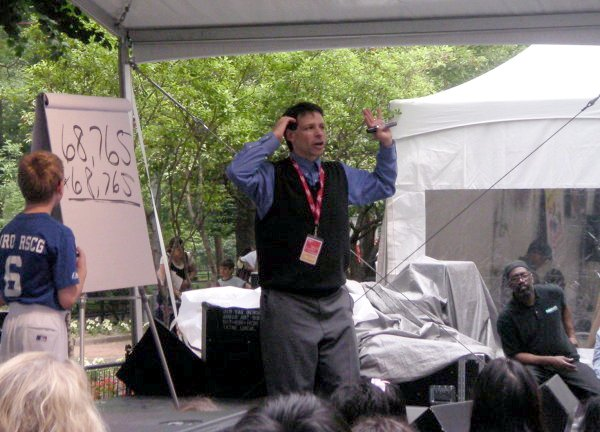
“数学魔术师”亚瑟·本杰明在世界科学节街头展会表演心算五位数平方

世界科学节街头展会于5月30日（星期六）在纽约大学校园、华盛顿广场公园及其周边举行，虽因雷雨被迫中断，但据纽约市警察局估算还是有约十万人参与。街头展会上的舞台活动包括：“数学魔术师”亚瑟·本杰明、“科学说唱歌手”扎克·鲍尔斯，以及“数学机械师”乐队的现场表演；由自由科学中心和富兰克林研究所等机构团队提供的科学示范；露西·霍金和视觉艺术家斯科特·德拉维斯提供的现场演示等。迪斯尼电子动画恐龙“幸运”，以及《数学小先锋》、《大大世界》、《超级红卜卜》、《祖拉巡逻队》等科学或教育相关电视节目中的角色都在街头展会上亮相。参与纽约–新泽西FIRST机器人竞赛的团队在现场提供演示表演，还有包括解剖猫头鹰唾余、发射微型火箭等观众可以动手参与的活动。另外，街头还有美国自然史博物馆和《神奇校巴》的移动博物馆展示。

### 反响
科学节开幕前就引来多家主要报纸发文关注，阿尔达与葛林获邀参与《与里吉斯和凯利在一起》和《科拜尔报告》等在全美都颇具影响的电视节目。这些报道主要介绍科学节的理念、组织方、活动，以及在纽约举办此类活动的承诺。除了涉及活动组织方的一些小磨擦，针对科学节活动的新闻报道大多持正面态度。《早安美国》和《科学新闻》都在报道中重点关注科学节启发下一代科学家和“让极客潮起来”的潜力。《纽约邮报》称，世界科学节在纽约文化领域的作用就像极客世界中的时装周和托尼奖，科学频道称赞科学节“鼓舞人心、信息丰富”。《纽约时报》称葛林和戴看来已经成功组建“新文化机构”，Ars Technica也有类似看法。此外，《纽约时报》还称科学节在商业和口碑两方面都获得成功。
线上媒体报道大多关注科学节中的特定活动。对于“何谓人类”、“拉马钱德兰/拉马钱德兰：今日和未来的人类”、“未来城市”，以及奥利佛·萨克斯参与的两个活动，《科学》、《连线》、科学频道和《今日美国》当天或次日就发布报道。